# كأس اليونان 2007–08
كأس اليونان 2007–08 (باليونانية: Κύπελλο Ελλάδος ποδοσφαίρου ανδρών 2007-08)‏ هو الموسم 66 من كأس اليونان. أشرف على تنظيمه الاتحاد الإغريقي لكرة القدم، وكان عدد الأندية المشاركة فيه 69، وفاز فيه نادي أولمبياكوس.